# Кирхберг-об-дер-Донау
Ки́рхберг-об-дер-До́нау (нем. Kirchberg ob der Donau) — коммуна (нем. Gemeinde) в Австрии, в федеральной земле Верхняя Австрия.
Входит в состав округа Рорбах. Население составляет 1108 человек (на 31 декабря 2005 года). Занимает площадь 21 км². Официальный код — 41 314.

## Политическая ситуация
Бургомистр коммуны — Хайнрих Пуш (АНП) по результатам выборов 2003 года.
Совет представителей коммуны (нем. Gemeinderat) состоит из 19 мест.
- АНП занимает 12 мест.
- СДПА занимает 7 мест.